# سيف الغانم
سيف الغانم (10 مايو 1962 -) هو ممثل ومؤلف ومخرج مسرحي إماراتي.

## حياته ونشأته
ولد في العاشر من مايو عام 1962.

## مسيرته
- له العديد من الأعمال المسرحية والتفلزيونية شارك فيها ممثلا ومؤلفاً ومخرجا منذ العام 1979 ولحد الآن.

## أعماله

### تمثيل
- قدم للمسرح في مجال التمثيل (الفخ، السلطان، البوم، البيدار، بطوط الشجاع، السندبادان، علاء الدين والمصباح السحري، القضية، الواقع صورة طبق الأصل، الشهادة أمام بوابات الأقصى، دوائر الخرس، مملكة الحنافيش، السور، براجيل).[2]

### تأليف
- قدم للمسرح في مجال التأليف (أبوخزينة، البيت القديم، البيدار، لمن الويش، بخشيش، كفر البطيخ، مملكة الحنافيش، كان يا ماكان، رحلة حنظلة، طائر الأشجان "إعداد").

### اخراج
- قدم للمسرح في مجال الإخراج (تعليم الكبار، البيدار، مأساة معاق، مملكة الحنافيش، السور).

### تلفزيون
- وفي التلفزيون، شارك الفنان في العديد من الأعمال داخل الإمارات وخارجها (لن تضحك الأحزان، الوريث، الثمن، الوجه الآخر، رسالة، رحلة الأحلام، جحا الضاحك الباكي، بنت الشمار، آخر أيام العمر، أمجاد، رحلة شقا ، ريح الشمال ، الغافة ، وديمة)[3]